# جنبش ابناء صحابه
جنبش ابناء صحابه جنبشی بود که در حجاز (عربستان کنونی) و در خلال درگیری‌ها و اختلافات امویان و علویان در صدر اسلام، جانب هیچ‌کدام را نگرفته و خود نهضتی با این نام به راه انداختند.